# بوريليا مياموتو
بوريليا مياموتو (بالإنجليزية: Borrelia miyamotoi)‏ هي نوع من البكتيريا، سلبية الغرام، تتبع البوريليا.